# 彩虹貓
彩虹貓（英語：Nyan Cat）是一部影片，於2011年4月上传至影片分享網站YouTube。影片内容为一只卡通猫咪飞翔在宇宙中，身后拖著一条彩虹，并且配上了UTAU虛擬歌手所演唱的背景音乐。影片上傳之後迅速在网络上爆红，在2011年YouTube浏览次數排行中排名第五。

### 彩虹貓的动画
彩虹貓的GIF动画在2011年4月2日发表于创作者prguitarman的个人主页LOL-Comics之上，创作之初是为了用于募捐。當記者問到托雷斯在動畫的想法來源時，他解釋說：「當我要在我的直播視頻聊天頻道為紅十字會募捐作圖時，有兩個不同的人告訴我，我應該畫一個『Pop Tart餅乾』和『貓咪』。」對此，他創造了一個餅乾和一隻貓的混合圖像，並花了幾天做成一個Gif動畫。彩虹貓的設計受到托雷斯寵物貓馬蒂的影響，不過令人遺憾的是牠在2012年因為貓傳染性腹膜炎而過世。

### 背景音乐
最原始的歌曲名稱叫做喵喵喵喵喵喵喵！是一位ID叫做daniwell的用户在2010年7月25日上傳到日本知名影片社群網站Niconico動畫中的。這首歌採用了VOCALOID初音未來的語音合成。其中日語詞彙“nyā”（にゃ）是貓叫聲的拟声词，相當於漢語中的“喵”或英文中的“meow”。此曲後於世嘉的《初音未來 -名伶計畫- f》遊戲中收錄。
Niconico動畫用户使用UTAU软件合成音源制作了歌曲翻唱版，在2011年1月31日发布在Niconico動畫上，其聲音來源是日本東京的藤本萌萌子。

### YouTube 影片
一名YouTube用戶（本名Sara）將彩虹貓的Gif動畫與翻唱的喵喵喵喵喵喵喵！合併成一部影片，並於2011年4月5日上傳到了上面，托雷斯在三天後，也上傳了他的動畫，給它的標題是“彩虹貓”。該影片在登上G4和CollegeHumor節目的網站上之後迅速爆紅，克里斯托弗·托雷斯說：「原本她的名字叫做果醬餡餅貓，我也一直都這樣稱呼牠，但網路上許多人都稱牠彩虹貓，我也非常喜歡這個名字。」。

## 流行
彩虹貓的影片在2011年4月商業內幕發表的《前十大爆紅短片》排名第九，擁有720萬的點閱率。截至2021年9月5日，彩虹貓的影片在YouTube上的觀看次數已有一億九千一百一十萬零五次。由於它的流行，很多新的混音和翻唱作品也陸續出現，有些甚至長達好幾個小時，甚至在Windows、iPhone、iPad、Symbian、Android、Windows Phone以及HP webOS等作業系統及裝置上都出了鈴聲、桌布和其他相關應用程式，也有不少彩虹貓題材遊戲，例如：由21街遊戲發行的《彩虹貓歷險記》遊戲，而且還得到彩虹貓的官方授權。2014年1月還推出使用域名nyanco.in的加密貨幣——彩虹貓幣（Nyancoin），也是一個彩虹貓官方授權的物品。
克里斯托弗·托雷斯批評nyan.cat網站原本以草莓餡餅pop tart為特色的貓卻被看起來像吐司切片的東西給取代了，連背景音樂都一模一樣。網站所使用的頂級域名「.cat」被托雷斯形容為是抄襲的。2012年開始，nyan.cat網站改由彩虹貓的原作者——托雷斯經營，以呈現彩虹貓原汁原味的版本。
Android 4.0的彩蛋則採用了類似彩虹猫的動畫。
电脑病毒MEMZ则在病毒发作阶段无限循环彩虹猫视频。

## 專輯《彩虹貓》
專輯《彩虹貓》是由EXIT TUNES發行的daniwellP首張專輯。其規格產品編號為QWCE-00205，由波麗佳音代理。專輯中收錄了Momoon桃和初音未來版本的喵喵喵喵喵喵喵！，其中Momoon桃版歌曲名稱為彩虹貓。

## 爭議
彩虹貓除了流行於網路之外也出現過許多爭議，比如彩虹貓也經常被拿來當作惡搞的主題。比較大的爭議就是曾經因臨時DMCA刪除還有相關訴訟。

### 臨時DMCA刪除
2011年6月27日，原始的YouTube視頻出現了一個自稱是prguitarman（即彩虹貓GIF動畫的創造者）利用數字千年版權法投訴使得彩虹貓被迫從網站上被撤下。但克里斯托弗·托雷斯也立即在他本人prguitarman的個人主頁LOL-Comics上否認他是投訴的來源聲明，並聯繫影片和歌曲版權所有人Saraj00n和daniwell，對此投訴於YouTube提出申訴。在此期間，彩虹貓的影片無法觀看，由於許多人不清楚事情的來由，誤以為此版權投訴是克里斯托弗·托雷斯本人的所作所為，也因此導致托雷斯收到了無數的抱怨甚至是謾罵郵件。2011年6月28日，彩虹貓視頻在YouTube上解除封鎖。

### 訴訟
2013年5月，由於涂鸦冒险家系列電子遊戲部分人物的外觀與彩虹貓和彈電子琴的貓十分神似，因此彩虹貓與彈電子琴的貓的作者——克里斯托弗·托雷斯有和查爾斯·施密特以版權侵權和商標侵權聯合對5th Cell和華納兄弟提出告訴。托雷斯和施密特已經註冊了自己角色的版權，也提出了註冊商標的申請。托雷斯發表聲明表示他曾試圖獲得5th Cell和華納兄弟用於商業用途性質的補償，但多次被“不尊重和無視”。該訴訟在2013年9月判決出爐，5th Cell和華納兄弟要賠償所使用角色的版權費。